# Maltezi
Maltezi – wieś w Rumunii, w okręgu Jałomica, w gminie Stelnica. W 2011 roku liczyła 381 mieszkańców.